# Хвойнинский промышленный район
Хвойнинский промышленный район — территориально-административная единица Новгородской области РСФСР, существовавшая с 1962 по 1965 год. Центр — рабочий посёлок Хвойная.
Хвойнинский промышленный район был образован постановлением Новгородского облисполкома от 22 декабря 1962 года и указом Президиума Верховного Совета РСФСР от 1 февраля 1963 года в ходе всесоюзной реформы административно-территориального деления.
В состав района вошли рабочие посёлки Анциферово, Неболчи, Пестово, Песь и Хвойная.
11 декабря 1964 года р.п. Пестово был преобразован в город районного подчинения.
Указом Президиума Верховного Совета РСФСР от 12 января 1965 года и решением Новгородского облисполкома от 14 января того же года Хвойнинский промышленный район был упразднён. При этом город Пестово вошёл в состав Пестовского района; р.п. Анциферово, Песь и Хвойная — в состав Хвойнинского района; р.п. Неболчи — в состав Любытинского района.